# Nailpin
Nailpin is een Belgische poppunkgroep uit Sint-Niklaas. De groep vond zijn inspiratie onder andere bij Mest, Goldfinger, New Found Glory, Homegrown, MxPx en Green Day.

## Tournee en eerste album
In 2004 bracht de groep hun eerste album 12 To Go uit. Van dit album waren de bekendste nummers "Endless Conversations", "Movin' On" en "Together".
Hun optreden op de TMF Awards 2004 (waar zanger Niko Van Driessche het publiek amuseerde door te strippen op het podium) zorgde ervoor dat Avril Lavigne hun vroeg om in haar voorprogramma te spelen tijdens haar Japanse tournee.
In Japan ontdekte Panic! at the Disco de band. Op 7 maart 2008 speelde Nailpin bij hen in het voorprogramma in 013, in Tilburg.
Eind september 2005 nam Nailpin deel aan MTV's Road Rally, waarin ze van de Westkust naar de Oostkust van de Verenigde Staten moesten reizen. Het geld voor deze reis moesten ze verdienen door optredens te geven.
Op 14 juni 2008 verzorgde Nailpin het voorprogramma voor Bon Jovi in het Koning Boudewijnstadion.

## White Lies & Butterflies
Eind februari 2006 verliet Niko Van Driessche de band, om al zijn aandacht te vestigen op zijn nieuwe band: Mid Air Collision.
Sean D'Hondt verliet zijn positie achter het drumstel en nam de taak als frontman over. In de studio bleef Sean wel nog de drummer.
Het tweede album van Nailpin, White Lies & Butterflies, werd uitgebracht in april 2006, terwijl de groep voor de tweede maal toerde in Japan. Ze speelden er onder meer op het Punkspring-festival.
Van het album is de single "They Dont't Know" hun bekendste geworden, met een notering in de Vlaamse Ultratop.

## III
Op 23 maart 2008 kwam de eerste single van hun nieuwe cd III uit, "The Ending". Voor de opnamen van de clip kropen de groepsleden in de huid van enkele dieren die werden opgejaagd door jagers in een bos. Hun tweede single, "It's Allright", viel op door een eenvoudige clip waarin tal van bekende Vlamingen een rolletje hadden.
Nailpin trok in 2009 op tournee door Duitsland, Oostenrijk, Nederland en Zwitserland.

## TMF Awards
De band won vier TMF awards:
- 2006: Best Video nationaal (voor "Worn Out")
- 2007: Best Rock nationaal
- 2008: Best Rock nationaal en Best Video nationaal (voor "The Ending")
- 2009: Best Rock nationaal

## Pauze
Op 1 oktober 2009 kondigen ze aan dat ze een pauze van onbekende duur zullen houden. Hun laatste show voor de pauze vond op 11 december plaats in Sint-Niklaas.
Als afscheidscadeau konden de fans een onuitgebracht nummer "A Glimpse Is By Definition Impermanent" gratis downloaden op Nailpins MySpace.

## Discografie

### Demo's
- Nailpin (2002)

### Albums
- 12 To Go (2004)
- White Lies & Butterflies (2006)
- III (2008)

### Singles
- Movin' On (2003)
- Together (2004)
- Shortcut (2005)
- Endless conversations (2005)
- Worn Out (2006)
- What Are You Waiting For (2006)
- They don't know (2007)
- This Coma (2008)
- The Ending (2008)
- It's Allright ( 2008)
- The Quiet Shutdown (2008)

| Single met hitnotering(en) in de Vlaamse Ultratop 50 | Datum van verschijnen | Datum van binnenkomst | Hoogste positie | Aantal weken | Opmerkingen |
| ---------------------------------------------------- | --------------------- | --------------------- | --------------- | ------------ | ----------- |
| Movin' On                                            | 2004                  | 22-05-2004            | 45              | *1           |             |
| They Don't Know                                      | 2007                  | 24-02-2007            | 6               | *10          |             |
| This Coma                                            | 2007                  | 22-09-2007            | tip:19          |              |             |
| The Ending                                           | 2008                  | 26-04-2008            | tip:20          |              |             |
| It's Allright                                        | 2008                  | 09-08-2008            | tip:19          |              |             |

## Tracklist
Nailpin (demo)
- 1. Mismatch
- 2. Nana
- 3. Crystal
- 4. Backdoor

### 12 To Go
- 1. Faults & Failure
- 2. Together
- 3. Movin' On
- 4. Shortcut
- 5. I'm Still Shaking
- 6. I'm Sorry
- 7. Mismatch
- 8. Bend Or Brake
- 9. My Last Goodbye
- 10. The Bet
- 11. Memory Treasure
- 12. Endless Conversations

### White Lies & Butterflies
- 1. Worn Out
- 2. This Coma
- 3. What Are You Waiting For
- 4. They Don't Know
- 5. Cross My Heart
- 6. All New Dreams
- 7. Runaway
- 8. White Lies
- 9. Don't Let Go
- 10. The Puppet's Gone
- 11. Pamela To The Rescue (Cheater)
- 12. Things Change

### III
- 1. There Goes Another Heart
- 2. The Quiet Shutdown
- 3. Shipwreck
- 4. The Ending
- 5. It's Allright
- 6. A Dream To Begin With
- 7. Hookers & Champagne
- 8. Honesty
- 9. I'm Stereo
- 10. Cover The Stitches
- 11. The Most Comforting Goodbye
- 12. You = I